# مسجد يارفنبا
مسجد يارفينبا (بالفنلندية: Järvenpään moskeija)‏: هو مسجد يقع في مدينة يارفنبا الفنلندية. وهو مملوك للمجمع الإسلامي الفنلندي، الذي يتألف أعضاؤه من التتار الفنلنديين. تم بناؤه في الأربعينيات. قام مجتمع التتار معًا بجمع الأموال من أجله.
في الثمانينيات، كان التتار لا يزالون يرتبون اللغة والتدريس الديني لأطفال المجتمع في المسجد. لاحقاً، تركز معظم النشاط حول بعض المناسبات الدينية، مثل شهر رمضان.
في الوقت الذي تم فيه بناء مسجد يارفنبا، تم تأسيس مجمع إسلامي منفصل في تامبيري على يد التتار المحليين.
يمارسون الإسلام السني.

## أنظر أيضا
- الإسلام في فنلندا
- تتار
- المجمع الإسلامي الفنلندي